# Riotorto
Riotorto település Spanyolországban, Lugo tartományban. Riotorto A Pastoriza, Mondoñedo, Lourenzá, Trabada, A Pontenova és Meira községekkel határos. Lakosainak száma 1179 fő (2024).

## Népesség
A település népessége az elmúlt években az alábbi módon változott:
| Lakosok száma | 1874 | 1726 | 1583 | 1522 | 1439 | 1395 | 1288 | 1262 | 1187 | 1179 |
|               | 2001 | 2004 | 2007 | 2009 | 2012 | 2014 | 2017 | 2019 | 2022 | 2024 |